# Mario Kart Wii
Mario Kart Wii (マリオカートWii Mario Kāto Wī?) es un videojuego de carreras de karts desarrollado y distribuido por Nintendo para la Nintendo Wii. Es la sexta entrega de la serie Mario Kart y se lanzó en abril de 2008. Al igual que sus entregas anteriores, Mario Kart Wii incorpora personajes jugables de la serie Mario, que participan en carreras en 32 pistas diferentes utilizando elementos especializados para obstaculizar a los oponentes u obtener ventajas. El juego presenta múltiples modos de juego para un jugador y multijugador, incluida la pantalla dividida de dos a cuatro personas. El modo multijugador en línea fue compatible hasta la interrupción de la conexión Wi-Fi de Nintendo en mayo de 2014. Mario Kart Wii utiliza los controles de movimiento del control remoto de Wii para proporcionar controles de dirección intuitivos y convencionales. Cada copia del juego incluía el accesorio Wii Wheel para aumentar esta característica e imitar un volante.
El juego recibió críticas positivas tras su lanzamiento, con elogios por el modo en línea, junto con sus personajes, jugabilidad innovadora, pistas y karts, pero recibió críticas por el equilibrio de elementos y el ajuste de dificultad con banda elástica. El juego vendió más de 37 millones de copias, lo que lo convierte en el segundo juego de Mario Kart más vendido después de Mario Kart 8 Deluxe y uno de los videojuegos más vendidos de todos los tiempos.

## Controles
Como se mencionó anteriormente, el mando principal del juego es el Control Remoto Wii en combinación con el Wii Wheel, pero también se puede jugar con el mando de Nintendo GameCube, el mando Clásico de Wii, o simplemente con el Control Remoto Wii en combinación con el Nunchuk. En el juego, el mando puede ser configurado como manual o automático. En el modo automático el derrape se hace automáticamente, pero se pierde la posibilidad de hacer turbos por este sistema. Para maniobrar el mando y poder jugar, se debe de mover el Wii Wheel como si se estuviera conduciendo un automóvil de verdad. Esto provoca que en el juego, el personaje junto con el kart o moto, se desplacen exactamente en la dirección en que la que el jugador esté moviendo el mando.
Dentro del juego pueden realizarse, además de conducir, distintos movimientos al maniobrar el mando (no importando si se juega con el Wii Wheel, u otro mando). Por ejemplo, se pueden hacer piruetas en el aire, hacer turbos, o realizar un "caballito" (esto último sólo si se escoge una motocicleta). La habilidad llamada snaking, que permitía al jugador obtener una serie de turbos continuos, al derrapar repetidamente ha sido eliminada en favor de un nuevo sistema de juego. Si se intenta realizar dicho truco, no se podrá lograrlo, ya que aunque se realice la combinación de botones requerida, sólo se podrá obtener un único turbo dentro de un tiempo determinado.

## Modos de juego

### Un jugador
Modo para una única persona. Se podrá jugar a 4 modos: "Grand Prix", "Contrarreloj", "Carrera VS" y "Batalla".
- Grand Prix: este modo puede ser jugado en 4 dificultades: 50cc (solo karts), 100cc (solo motos), 150cc (ambos) y Espejo (ambos).

El jugador compite contra 11 jugadores controlados por el juego. Cada competición consiste de una Copa de cuatro carreras (cuatro pistas diferentes de tres vueltas cada una). En total hay 8 Copas y al completar cada una, el jugador es recompensado con un trofeo si se clasifica en 1º, 2º o 3º lugar. Al terminar una copa, el jugador además del trofeo obtiene diferentes clases, siendo estas Clase A, B, C, D, E, y una estrella, dos estrellas o tres Estrellas si queda en 1º lugar. Para poder optar a las clases estrella, el jugador deberá mantenerse en el asfalto, no chocar contra paredes u obstáculos, no caerse por ningún precipicio o agua o a lava, estar el mayor tiempo posible en primer lugar, lograr un buen tiempo al terminar la carrera, intentar bloquear todos los ataques posibles y quedar siempre en primer lugar. 
- Contrarreloj: Consiste en completar un circuito lo más rápido posible con una pequeña ayuda de 3 champiñones. El tiempo más rápido se guarda como un "fantasma", y así, el jugador puede volver a competir tratando de superar sus propias marcas. En este modo, no hay bloques de objetos en los circuitos.

- Carrera VS.: Aquí, el jugador podrá personalizar libremente el juego al escoger los circuitos donde desee correr, poner reglas, cambiar la dificultad de los rivales, los objetos que se obtengan de los bloques de objetos, si desea utilizar karts, motos o ambos. Este modo tiene dos tipos: "Carrera individual", que es similar al modo Grand Prix (a excepción de que al final no se obtendrá ninguna clase) y "Carrera VS. en equipo", que se divide en dos equipos, 6 jugadores en el equipo rojo y 6 jugadores en el equipo azul. Los objetos lanzados por un jugador no dañarán ni afectarán a sus compañeros del mismo equipo, solo a sus rivales. Gana el equipo que reúna más puntos al final de las carreras (esto depende del lugar en que finalice cada miembro del equipo, cuanto más bajo sea el lugar, menos puntos recibirán).

- Batalla: Este modo de juego contiene 2 tipos de batalla: "Batalla de globos" y "Carrera de monedas". Los jugadores son separados en 2 equipos (Rojo y Azul) y compiten en uno de los 10 estadios de batalla. Ambos tipos de batalla pueden ser jugados hasta por 12 jugadores (6 en el equipo rojo y 6 en el equipo azul). En este modo sólo se puede elegir entre el kart o la moto estándar, también en los ajustes de batalla se puede cambiar las veces que se van ganando máximo hasta 6.

• Batalla de Globos: Consiste en pinchar el mayor número de globos del equipo contrario. Cada jugador comienza con 3 globos. Se sumará un punto a un jugador y a su equipo cuando dicho jugador pinche un globo del equipo contrario. Cuando alguien es golpeado por algún objeto, se le pinchará un globo, y se le sumará un punto al otro equipo. Cuando un jugador pierda sus tres globos se le otorgarán otros tres, pero perderá un punto menos, tanto para él, como para su equipo. Si un jugador cae a un precipicio, perderá un globo, pero no se sumará ningún punto al equipo contrario, a excepción de si al jugador le quedaba un solo globo. Gana el equipo que logre pinchar más globos y se clasificará mejor el jugador que haya pinchado más globos. También si un jugador con un champiñón o una estrella choca con un rivales, robará un globo, obteniendo así un punto más tanto para el como para su equipo. Si el jugador pierde ese globo robado, se le recuperará un punto al equipo contrario.
• Carrera de Monedas: Consiste en recoger la mayor cantidad de monedas posibles que se encuentran dispersas por todo el escenario. El jugador, al pasar por encima de una moneda, la recogerá automáticamente. Cuando un jugador es golpeado por un objeto o cae a un precipicio se le caerán algunas monedas (dependiendo de las que tenga recogidas en ese momento) y le podrá dar oportunidad al equipo contrario de recogerlas. Al igual que con la Batalla de Globos, podrán robarse monedas al utilizar un champiñón o estrella. Gana el equipo que logre recolectar el mayor número de monedas.

### Multijugador
En este modo pueden jugar hasta 12 jugadores: 4 personas y 8 jugadores que serán controlados por la consola Wii. Se pueden escoger entre el modo "Carrera VS." "Batalla" y pueden formarse equipos (rojo y azul).

### CWF de Nintendo
En el E3 de 2007, se anunció que Mario Kart Wii permitiría a los jugadores competir con otros jugadores alrededor del mundo mediante la conexión Wi-Fi de Nintendo (CWF), en los modos carrera y batalla. Ambos modos permitían un máximo de 12 jugadores y era posible conectarse con jugadores a nivel internacional, continental o con amigos. Los amigos debían ser agregados con un código llamado "Friend Code" o Código de Amigo, (que se le asigna cada jugador al conectarse por primera vez a la CWF de Nintendo). El multijugador a través de la CWF de Nintendo fue dado de baja en mayo de 2014. A partir de esa fecha, el Proyecto Wiimmfi ha luchado por traer de vuelta ese modo, replicando gran parte de su funcionalidad y permitiendo jugar en línea a Mario Kart Wii y otros juegos de Wii.
En este modo de juego, el jugador, al entrar por primera vez, comienza con 5.000 puntos en cada tipo de competición (Carrera VS. y Batalla)
- Carrera VS:

Al jugador se le asigna una "sala" donde hay jugadores. Después de que cada jugador escoja una pista donde será la siguiente carrera o una aleatoriamente, se elegirá al azar por el sistema y enseguida comenzará la carrera. Finalizará cuando todos los competidores (salvo el que quede en último lugar) hayan dado las 3 vueltas y cruzado la línea de meta, o en su defecto, cuando el jugador que vaya en primer lugar, haya dado las 3 vueltas, y hayan pasado 30 segundos desde que cruzó la línea de meta. Cada jugador se clasificará en un puesto dependiendo del sitio en que haya clasificado en la carrera.
- Batalla

Se forman 2 equipos, uno rojo y el otro azul. Enseguida, los jugadores pueden elegir el estadio donde deseen jugar o escoger uno aleatoriamente, aunque después el sistema elegirá uno al azar y enseguida comenzará la batalla, que puede ser Batalla de Globos o Carrera de Monedas. Más tarde, al continuar jugando, el tipo de batalla se alternará. En el juego, cada equipo tendrá que colaborar en conjunto para poder vencer al equipo contrario. En cada batalla, ganará el jugador que haya recolectado más monedas o haya pinchado más globos.
Notas
Los siguientes puntos se aplican en ambos casos, para Carrera VS. y Batalla:
- Al final de cada carrera o batalla, cada jugador sumará o restará una cantidad variable de puntos para sí mismo (dependiendo de su desempeño en el juego, así como por parte del equipo (en el caso de modo Batalla), el número total de competidores, y el desempeño del equipo contrario).

- La puntuación máxima a ganar es de 9.999 puntos: Si un jugador alcanza esta cifra, ya no podrá sumar más puntos aunque quede en primera posición, pero sí podrá perderlos si llega a perder en alguna competición.

- Cuando un jugador se conecte a la CWF de Nintendo y se encuentre con una carrera o batalla que esté en plena competición, no podrá ingresar a ella, pero podrá verla en directo como espectador, y cuando esta termine, podrá jugar en la siguiente competición.

- Al jugador se le da la opción de abandonar el juego cuando la carrera ha terminado.

- Continuamente, algunos jugadores abandonan el juego entre cada competición, pero también, entran nuevos jugadores, con lo que el número de jugadores cambia constantemente.

- La sala se cierra sólo cuando un jugador queda solo en ella, siendo entonces expulsado para que elija de nuevo una competición y se una con otros jugadores.

- Los jugadores pueden votar la pista donde deseen jugar o escoger alguna de forma aleatoria. Una vez que todos los jugadores de la sala han escogido pista, todos los circuitos escogidos aparecen en pantalla, y con un signo de interrogación (?) para aquellos que han escogido aleatorio. Una ruleta escogerá al azar la pista donde se disputará la siguiente carrera o batalla. Cuando se decide un escenario con signo de interrogación, éste mostrará el circuito (en caso de Carrera VS.) o estadio (en caso de Batalla) donde será la competición.

### Canal Mario Kart
El juego tiene la opción de adquirir un canal, llamado "Canal Mario Kart", en el menú de Wii, que permite ver las posiciones locales de los jugadores de todo el mundo en los récords de Contrarreloj. También se pueden enviar y descargar fantasmas, y ver si hay un miembro de la lista de amigos en línea y unirse a su partida. Simplifica la tarea de añadir a los amigos a la lista cuando se juega en modo CWF de Nintendo, ya que si una persona le añade a alguien, automáticamente recibe una invitación, y si acepta, el código amigo se registrará.

## Circuitos y escenarios
La lista total de circuitos son 32, donde 16 son totalmente nuevos y aparecen en las Copas Wii, mientras que los otros 16 son de entregas pasadas de la serie Mario Kart y aparecen en las Copas Retro. A continuación el listado de las copas y sus circuitos. Los nombres en español son los mismos para las versiones española e hispanoamericana, excepto "Circuito Luz de Luna/Autopista de la Luna", "Senda del Arce/Camino Forestal" y "Cumbre DK/Cima DK". La lista total de escenarios de batalla son 10, de los cuales 5 son totalmente nuevos, mientras que los otros 5 son de entregas pasadas de la saga Mario Kart.
| Copas y Circuitos Nitro                                                               | Copas y Circuitos Nitro                                                            | Copas y Circuitos Nitro                                                                           | Copas y Circuitos Nitro                                                                          |
| Copa Champiñón                                                                        | Copa Flor                                                                          | Copa Estrella                                                                                     | Copa Especial                                                                                    |
| ------------------------------------------------------------------------------------- | ---------------------------------------------------------------------------------- | ------------------------------------------------------------------------------------------------- | ------------------------------------------------------------------------------------------------ |
| Circuito de Luigi                                                                     | Circuito Mario                                                                     | Circuito Daisy (reaparece en Mario Kart Tour y Mario Kart 8 Deluxe)                               | Ruinas Seco-Seco (reaparece en Mario Kart Tour)                                                  |
| Pradera Mu-Mu (reaparece en Mario Kart 8 y Mario Kart World)                          | Centro Cocotero (reaparece en Mario Kart 7, Mario Kart 8 Deluxe y Mario Kart Tour) | Colina Koopa (reaparece en Mario Kart 7, Mario Kart Tour y Mario Kart 8 Deluxe)                   | Circuito Luz de Luna / Autopista de la Luna (reaparece en Mario Kart Tour y Mario Kart 8 Deluxe) |
| Barranco Champiñón (reaparece en Mario Kart 7, Mario Kart Tour y Mario Kart 8 Deluxe) | Cumbre DK/Cima DK (reaparece en Mario Kart Tour y Mario Kart 8 Deluxe)             | Senda del Arce/Camino Forestal (reaparece en Mario Kart 7, Mario Kart Tour y Mario Kart 8 Deluxe) | Castillo de Bowser                                                                               |
| Fábrica de Toad (reaparece en Mario Kart World)                                       | Mina de Wario (reaparece en Mario Kart 8)                                          | Volcán Gruñón (reaparece en Mario Kart 8)                                                         | Senda Arco Iris (reaparece en Mario Kart Tour y Mario Kart 8 Deluxe)                             |

| Copas y Circuitos Retro | Copas y Circuitos Retro | Copas y Circuitos Retro      | Copas y Circuitos Retro |
| Copa Caparazón          | Copa Plátano            | Copa Hoja                    | Copa Centella           |
| ----------------------- | ----------------------- | ---------------------------- | ----------------------- |
| GCN Playa Peach         | N64 Tierra Sorbete      | DS Desierto Sol-Sol          | SNES Circuito Mario 3   |
| DS Cataratas de Yoshi   | GBA Playa Shy Guy       | GBA Castillo de Bowser 3     | DS Jardín de Peach      |
| SNES Valle Fantasma 2   | DS Ciudad Delfino       | N64 Pista de la Jungla de DK | GCN Montaña DK          |
| N64 Pista Mario         | GCN Estadio Waluigi     | GCN Circuito Mario           | N64 Castillo de Bowser  |

| Nombres originales en inglés de Copas y Circuitos | Nombres originales en inglés de Copas y Circuitos | Nombres originales en inglés de Copas y Circuitos | Nombres originales en inglés de Copas y Circuitos |
| Nitro Courses                                     | Nitro Courses                                     | Nitro Courses                                     | Nitro Courses                                     |
| Mushroom Cup                                      | Flower Cup                                        | Star Cup                                          | Special Cup                                       |
| ------------------------------------------------- | ------------------------------------------------- | ------------------------------------------------- | ------------------------------------------------- |
| Luigi Circuit                                     | Mario Circuit                                     | Daisy Circuit                                     | Dry Dry Ruins                                     |
| Moo Moo Meadows                                   | Coconut Mall                                      | Koopa Cape                                        | Moonview Highway                                  |
| Mushroom Gorge                                    | DK Summit/DK's Snowboard Cross                    | Maple Treeway                                     | Bowser's Castle                                   |
| Toad's Factory                                    | Wario's Gold Mine                                 | Grumble Volcano                                   | Rainbow Road                                      |

| Retro Courses       | Retro Courses       | Retro Courses           | Retro Courses        |
| Shell Cup           | Banana Cup          | Leaf Cup                | Lightning Cup        |
| ------------------- | ------------------- | ----------------------- | -------------------- |
| GCN Peach Beach     | N64 Sherbet Land    | DS Desert Hills         | SNES Mario Circuit 3 |
| DS Yoshi Falls      | GBA Shy Guy Beach   | GBA Bowser Castle 3     | DS Peach Gardens     |
| SNES Ghost Valley 2 | DS Delfino Square   | N64 DK's Jungle Parkway | GCN DK Mountain      |
| N64 Mario Raceway   | GCN Waluigi Stadium | GCN Mario Circuit       | N64 Bowser's Castle  |

| Escenarios de batalla | Escenarios de batalla      |
| Escenarios Nitro      | Escenarios Retro           |
| --------------------- | -------------------------- |
| Plaza Cúbica          | SNES Circuito de Batalla 4 |
| Muelle Delfino        | GBA Circuito de Batalla 3  |
| Estadio Funky         | N64 Rascacielos            |
| Ruleta Chomp Cadenas  | GCN Tierra Galleta         |
| Desierto Roca Picuda  | DS Casa Crepuscular        |

| Nombres originales en inglés de escenarios | Nombres originales en inglés de escenarios |
| New Courses                                | Retro Courses                              |
| ------------------------------------------ | ------------------------------------------ |
| Block Plaza                                | SNES Battle Course 4                       |
| Delfino Pier                               | GBA Battle Course 3                        |
| Funky Stadium                              | N64 Skyscraper                             |
| Chain Chomp Wheel                          | GCN Cookie Land                            |
| Thwomp Desert                              | DS Twilight House                          |

## Personajes
Mario Kart Wii cuenta con 26 corredores. En esta entrega vuelven los personajes clásicos de la serie, así como personajes como Bebé Peach, la princesa Rosalina/Estela, Bebé Daisy, Funky Kong y Bowsitos, que estos nunca han sido jugables en un juego anterior de Mario Kart.

### Personajes iniciales
| Personaje          | Tamaño  |
| ------------------ | ------- |
| Mario              | Mediano |
| Luigi              | Mediano |
| Peach              | Mediana |
| Yoshi              | Mediano |
| Bebé Mario         | Pequeño |
| Bebé Peach (nuevo) | Pequeña |
| Toad               | Pequeño |
| Koopa Troopa       | Pequeño |
| Wario              | Grande  |
| Waluigi            | Grande  |
| Donkey Kong        | Grande  |
| Bowser             | Grande  |

### Personajes desbloqueables
| Personaje                                   | Tamaño   | Modo de desbloquearlo |
| ------------------------------------------- | -------- | --- |
| Daisy                                       | Mediana  | En el modo Grand Prix, en la dificultad 150cc, ganar la Copa Especial.                                                                    |
| Birdo                                       | Mediana  | En el modo Contrarreloj, disputar 16 circuitos diferentes.                                                                                |
| Diddy Kong                                  | Mediano  | En el modo Grand Prix, en la dificultad 50cc, ganar la Copa Centella.                                                                     |
| Bowsy (Bowser Jr. en Hispanoamérica)        | Mediano  | En el modo Grand Prix, en la dificultad 100cc, conseguir la clase Estrella en todas las copas Retro.                                      |
| Bebé Luigi                                  | Pequeño  | En el modo Contrarreloj, vencer a 8 fantasmas del Personal.                                                                               |
| Bebé Daisy (nuevo)                          | Pequeña  | En el modo Grand Prix, en la dificultad 50cc, conseguir la clase Estrella en todas las copas Nitro.                                       |
| Toadette                                    | Pequeña  | En el modo Contrarreloj, disputar todos los circuitos.                                                                                    |
| Huesitos                                    | Pequeño  | En el modo Grand Prix, en la dificultad 100cc, ganar la Copa Hoja.                                                                        |
| Rey Boo                                     | Grande   | En el modo Grand Prix, en la dificultad 50cc, ganar la Copa Estrella.                                                                     |
| Estela (nuevo) (Rosalina en Hispanoamérica) | Grande   | Teniendo un archivo de Super Mario Galaxy y ganando 50 carreras o conseguir la clase Estrella en todas las copas de la dificultad Espejo. |
| Funky Kong (nuevo)                          | Grande   | En el modo Contrarreloj, desbloquear 4 fantasmas expertos del personal.                                                                   |
| Bowsitos (nuevo)                            | Grande   | En el modo Grand Prix, en la dificultad 150cc, conseguir la clase Estrella en todas las copas Nitro.                                      |
| Mii (traje A) (nuevo)                       | Variable | En el modo Grand Prix, en la dificultad 100cc, ganar la Copa Especial.                                                                    |
| Mii (traje B) (nuevo)                       | Variable | En el modo Contrarreloj, desbloquear todos los fantasmas expertos del personal.                                                           |

Nota: en la versión beta de Mario Kart Wii se incluía a R.O.B., pero fue eliminado antes del lanzamiento del juego, siendo el único personaje de la serie que no ha regresado en una entrega posterior.

## Objetos
El juego incluye en su mayoría, objetos clásicos de versiones anteriores, pero también incorpora nuevos. Sirven principalmente para atacar a los contrincantes dentro de una carrera o batalla para hacerles perder. Los objetos se consiguen cuando se atraviesa un bloque de colores (caja de objetos) que tienen un signo ?. Durante las carreras, los jugadores que se encuentran en los primeros lugares sobre la pista, conseguirán objetos sencillos como plátanos, caparazones verdes o rojos o el bloque sorpresa; en cambio, los jugadores que se encuentran en los últimos lugares sobre la pista, conseguirán objetos más efectivos, como el rayo, caparazón azul, champiñón dorado, estrella, Bill Bala, Mega Champiñón, etc.
En el modo Batalla, los objetos que se consigan dependerá del rendimiento del jugador, los jugadores que hayan pinchado pocos globos o hayan conseguido pocas monedas recibirán objetos más efectivos, mientras que los jugadores que hayan pinchado muchos globos o hayan conseguido muchas monedas recibirán objetos sencillos. Cabe destacar que en el modo Batalla y en el modo Carrera VS. en equipo, los objetos solo afectan a los jugadores del equipo contrario.
Algunos objetos pueden equiparse hasta que el jugador decida usarlos para atacar al oponente o dejarlos en la pista. Algunos, como el plátano, sirven como escudo si otro corredor intenta golpearlo con un objeto, o si choca con una trampa que está en el piso; al realizar cualquiera de estas opciones, el objeto se perderá.
| Objeto                                   | Efecto | Equipar | Escudo | Lanzar al frente o atrás |
| ---------------------------------------- | --- | ------- | ------ | ------------------------ |
| Plátano / Triple Plátano                 | Harán que los vehículos que pasen encima resbalen y pierdan el control durante unos segundos. | Sí      | Sí     | Sí                       |
| Caparazón Verde / Triple Caparazón Verde | Se disparan en línea recta adelante o atrás y rebotan en las paredes. Si golpean un vehículo, lo harán revolcarse. | Sí      | Sí     | Sí                       |
| Caparazón Rojo / Triple Caparazón Rojo   | Son teledirigidos, al lanzarlos hacia enfrente golpearán al jugador más cercano que esté justo adelante. Sí se lanzan hacia atrás, seguirán en línea recta hasta chocar con algo. | Sí      | Sí     | Sí                       |
| Bob-omb (Bob-omba en Hispanoamérica)     | Actúa como una bomba, estallando tras cierto tiempo de haber sido lanzada o cuando un vehículo pase por encima. Los vehículos que se encuentren cerca de la explosión se verán afectados y si llevan objetos los podrán perder. No se recomienda usarla de escudo, pues al recibir un impacto de otro objeto, explotará dañando a quien la cargaba. | Sí      | Sí     | Sí                       |
| Caparazón azul                           | Al lanzarlo se dirige directamente al jugador que se encuentre en primer lugar en ese momento y le explotará encima. Cualquier otro vehículo cerca de la explosión, se verá afectado. Este objeto puede evadirse si se va a gran velocidad o se utiliza antes una Estrella, Mega Champiñón, o Bill Bala. | No      | No     | No                       |
| Bloque sorpresa                          | De aspecto similar a un bloque de objetos común, el bloque sorpresa lleva un signo de interrogación del español (¿). Cualquier vehículo que choque contra uno de ellos, se revolcará. Se recomienda que el bloque sorpresa se coloquen cerca de los otros bloques de colores para que los contrincantes lo confundan con un bloque real y choquen con ellos. | Sí      | No     | Sí                       |
| Champiñón / Triple Champiñón1            | Los champiñones aumentan la velocidad del corredor por un pequeño lapso de tiempo. | No      | No     | No                       |
| Champiñón dorado1                        | Aumenta la velocidad y puede activarse repetidas veces, pero solo durante diez segundos. | No      | No     | No                       |
| Bill Bala2                               | Convierte al vehículo en una Bill Bala gigante que incrementará la velocidad, volando a través del recorrido y golpeando a cualquier oponente que se interponga en su camino. Al estar convertido en Bill Bala, no podrá ser dañado por ningún objeto. Se puede variar su trayecto levemente. | No      | Sí     | No                       |
| Blooper                                  | Derrama tinta negra sobre todos los vehículos que están adelante, haciendo que en la pantalla del jugador aparezcan varias manchas de tinta, bloqueando su visibilidad durante un corto tiempo. Las manchas desaparecerán rápidamente si se consigue una mayor velocidad. No afecta a los corredores que tienen el efecto Estrella, el efecto Mega Champiñón o están convertidos en Bill Bala. | No      | No     | No                       |
| Rayo3 4                                  | El rayo vuelve pequeños a todos los demás jugadores durante un tiempo, reduciendo su velocidad y si llevaban un objeto, lo perderán. El rayo no afecta a los jugadores que tengan el efecto Estrella o estén convertidos en Bill Bala. Si los contrincantes tienen el efecto de Mega champiñón, se reducirá a su tamaño normal. | No      | No     | No                       |
| Estrella1                                | Vuelve invencible al jugador por unos segundos, al mismo tiempo, aumentará su velocidad y podrá golpear a cualquier vehículo que toque y tirarle el objeto que lleva. El jugador no será dañado por ningún otro objeto cuando tenga el efecto de estrella. Invencible durante 7 segundos y medio aproximadamente. | No      | Sí     | No                       |
| Nuevos objetos                           | |         |        |                          |
| Mega Champiñón                           | El Mega Champiñón convierte en un gigante al corredor durante un corto tiempo y aumenta ligeramente la velocidad. Mientras sea un gigante, podrá aplastar a cualquier oponente que se encuentre en su camino. El jugador que haya sido aplastado, se quedará así por unos segundos, su velocidad disminuirá y si llevaba un objeto, lo perderá. También, aunque el jugador sea un gigante, puede ser golpeado por otro corredor que tenga el efecto de la Estrella o si está convertido en Bill Bala.                             | No      | Sí     | No                       |
| Bloque POW5                              | El Bloque POW provoca que el suelo tiemble, causando que todos los adversarios que se encuentren por delante del jugador que lo activó resbalen y pierdan sus objetos. Se puede reducir su efecto, ya sea, activando el comando de wheelie o agitando muy fuerte el mando de Wii justo antes de que se active. No afecta a los jugadores que no están tocando el suelo en el momento del golpe, tampoco afecta a los que están convertidos en Bill Bala, o estén bajo los efectos del Mega Champiñón o la estrella.               | No      | No     | No                       |
| Nube de rayos2                           | Cuando sale en la caja, se usa automáticamente.La Nube de rayos flota por encima del jugador y después de un tiempo será electrocutado por un rayo, volviéndose pequeño. Para evitar esto la nube se puede transferir a otro jugador al chocar contra este antes de que la cuenta atrás termine. Hasta que unas de esas acciones se cumplan (transferir la nube o ser electrocutado) este objeto aumenta ligeramente la velocidad. Puede ser evitado con una Bill Bala, estrella, Mega Champiñón o un cañón en algunos circuitos. | No      | No     | No                       |

Notas:
1 Champiñón/Triple Champiñón, Champiñón dorado y Estrella permiten robar monedas o globos durante el modo Batalla.
2 La Bill Bala y Nube de rayos no están disponibles en el modo Batalla.
3 El Rayo no se puede usar en salas de la CFW de Nintendo que tengas 5 o menos jugadores.
4 En el modo Batalla, el Rayo solo está disponible en la Batalla de Globos.
5 En el modo Batalla, el Bloque POW solo está disponible en la Carrera de Monedas.

## Vehículos
Una característica que regresa de Mario Kart: Double Dash!! y Mario Kart DS es el uso de múltiples karts por personaje. Cada personaje tiene un peso y tamaño y de esta forma se podrán elegir karts o motocicletas a su medida, aunque con diseños propios del personaje elegido. Hay un kart y moto básicos por cada personaje, y mientras el jugador progresa en el juego (en el Modo Grand Prix, principalmente), se pueden conseguir más karts y motos para cada tamaño de personaje. 
Características:
- Karts

Los famosos karts permiten realizar un "Super Mini-Turbo", que son como un "Mini-Turbo" pero de doble duración, además de tener un mejor control que las motocicletas, pero generalmente son un poco más pesados que las motos haciendo el recorrido ligeramente más lento en comparación con las motos.
- Motocicletas

Las motocicletas son ligeramente más rápidas que los karts, y pueden hacer "caballitos" para aumentar su velocidad temporalmente, pero son más vulnerables al movimiento y se descontrolan más fácilmente, además de que sólo pueden realizar un "Mini-Turbo". Las motocicletas solo aparecen en Mario Kart Wii y Mario Kart 8. Además las motos se pueden clasificar en IN o OUT que se refiere al derrape que posee.
Peach, Daisy y Rosalina son los únicos personajes que utilizan un traje especial cuando conducen una motocicleta.
Los siguientes, son todos los karts y las motos que aparecen en Mario Kart Wii. Si aparecen varias opciones, quiere decir que sólo una de ellas es requerida.
| Karts para personajes pequeños | Karts para personajes pequeños                                                               |
| Vehículo                       | Modo de desbloquear                                                                          |
| ------------------------------ | -------------------------------------------------------------------------------------------- |
| Kart Estándar Pequeño          |                                                                                              |
| Supercuna                      |                                                                                              |
| Minibestia                     |                                                                                              |
| Carruaje Cheep                 | En el modo Grand Prix de la dificultad 50cc, conseguir la clase Estrella en las copas Retro. |
| Minitractor                    | Al desbloquear un fantasma experto del personal.                                             |
| Blue Falcon                    | En el modo Grand Prix Espejo de todas las dificultades ganar la Copa Centella.               |
| Motos para personajes pequeños |                                                                                              |
| Moto Estándar P.               |                                                                                              |
| Moto Bala                      |                                                                                              |
| Pequeciclo                     |                                                                                              |
| Pato Raudo                     | En el modo Grand Prix, dificultad 150cc, ganar la Copa Estrella.                             |
| Magiciclo                      | En el modo Contrarreloj al disputar 8 circuitos diferentes.                                  |
| Moto Cúpula                    | En el modo Grand Prix dificultad Espejo, ganar la Copa Hoja.                                 |

| Karts para personajes medianos | Karts para personajes medianos                                                                       |
| Vehículo                       | Modo de desbloquear                                                                                  |
| ------------------------------ | --- |
| Kart Estándar Mediano          | |
| Modelo Clásico                 | |
| Alerón Chiflado                | |
| Bloopercarro                   | En el modo Grand Prix, en la dificultad 50cc, ganar la Copa Hoja.                                    |
| Dominguero                     | En el modo Grand Prix, en la dificultad 150cc, ganar la Copa Hoja.                                   |
| Súper Rayo GTI (Formula N)     | En el modo Contrarreloj desbloqueando 24 fantasmas expertos del personal.                            |
| Motos para personajes medianos | |
| Moto Estándar Mediano          | |
| Moto Hipersónica               | |
| Ciclomotor Dulzón              | |
| Zum-Zum                        | En el modo Grand Prix, en la dificultad 100cc, ganar la Copa Centella.                               |
| Nitrocicleta                   | En el modo Grand Prix, en la dificultad 100cc, conseguir la clase Estrella en todas las copas Nitro. |
| Velocidelfín                   | En el modo Grand Prix, en la dificultad Espejo, ganar la Copa Estrella.                              |

| Karts para personajes grandes | Karts para personajes grandes                                                                        |
| Vehículo                      | Modo de desbloquear                                                                                  |
| ----------------------------- | --- |
| Kart Estándar Grande          | |
| Todoterreno                   | |
| Carro Fulminante              | |
| Piraña Maleante               | En el modo Grand Prix, en la dificultad 50cc, ganar la Copa Especial.                                |
| Autodeslizador                | En el modo Grand Prix, en la dificultad 150cc, conseguir la clase Estrella en todas las copas Retro. |
| Libertad GT (Fullero)         | En el modo Grand Prix, en la dificultad 150cc, ganar la Copa Centella.                               |
| Motos para personajes grandes | |
| Moto Estándar Grande          | |
| Moto de Bowser                | |
| Moto de Wario                 | |
| Estrella Fugaz                | En el modo Grand Prix, en la dificultad 100cc, ganar la Copa Estrella.                               |
| Proyectil (Torpedo)           | En el modo Contrarreloj, desbloquear 12 fantasmas expertos del personal.                             |
| Fantasma                      | En el modo Grand Prix, en la dificultad Espejo, ganar la Copa Especial                               |